# 笛を持つ少年
『笛を持つ少年』（ふえをもつしょうねん, 伊: Garzone con flauto, 英: A Boy with a Pipe）あるいは『羊飼い』（ひつじかい, 英: The Shepherd）は、おそらく盛期ルネサンス期のヴェネツィア派の巨匠ティツィアーノ・ヴェチェッリオが1510年から1515年頃に制作した絵画である。油彩。笛を持った羊飼いの少年を描いた作品で、もともとジョルジョーネの作品と考えられていたが、近年はティツィアーノの作品とする見解が強まっている。保存状態は悪い。現在はロイヤル・コレクションの一部として、ロンドンのハンプトン・コート宮殿に所蔵されている。

## 作品

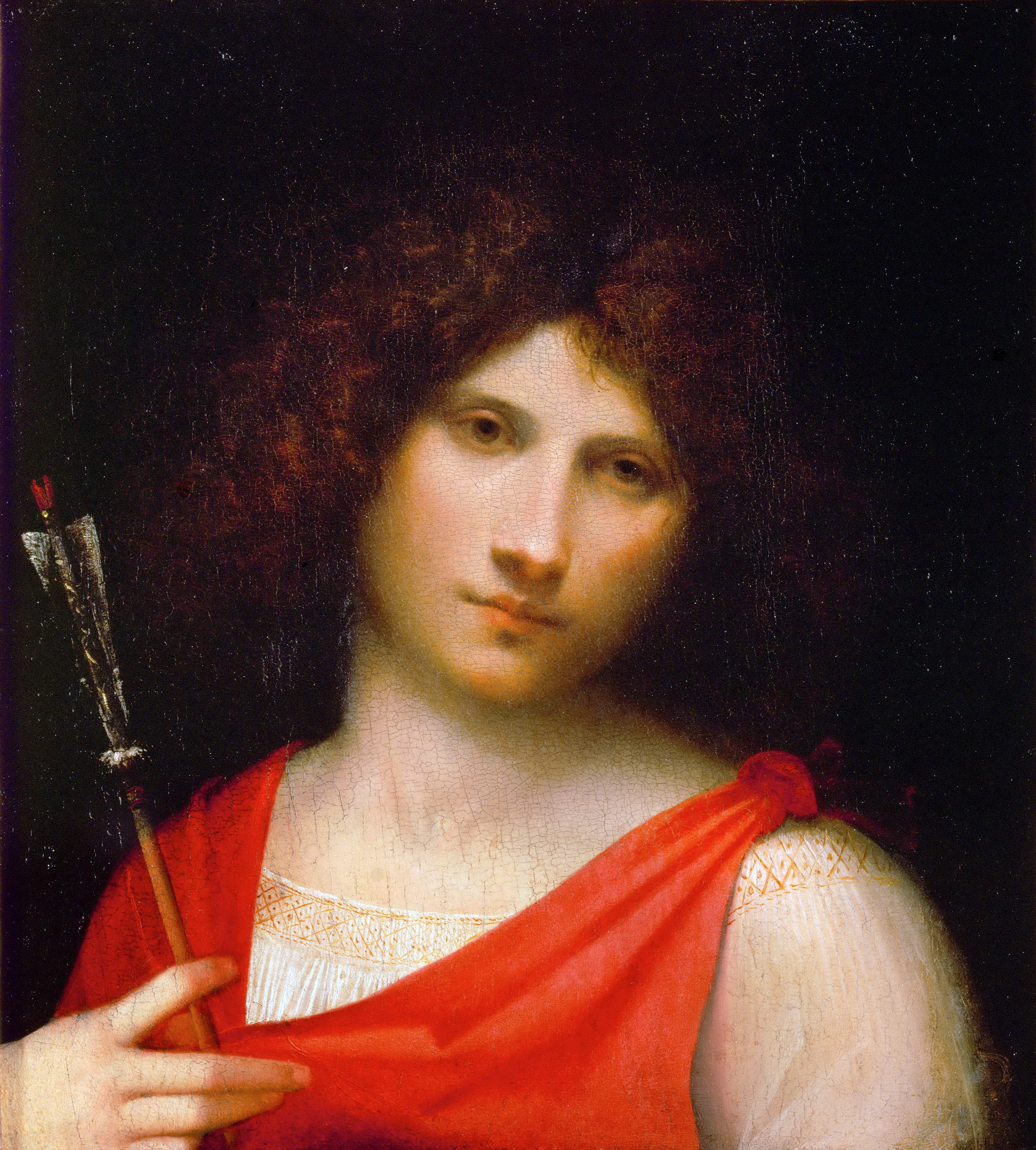
ジョルジョーネの絵画『矢を持つ少年』。1505年頃。美術史美術館所蔵。

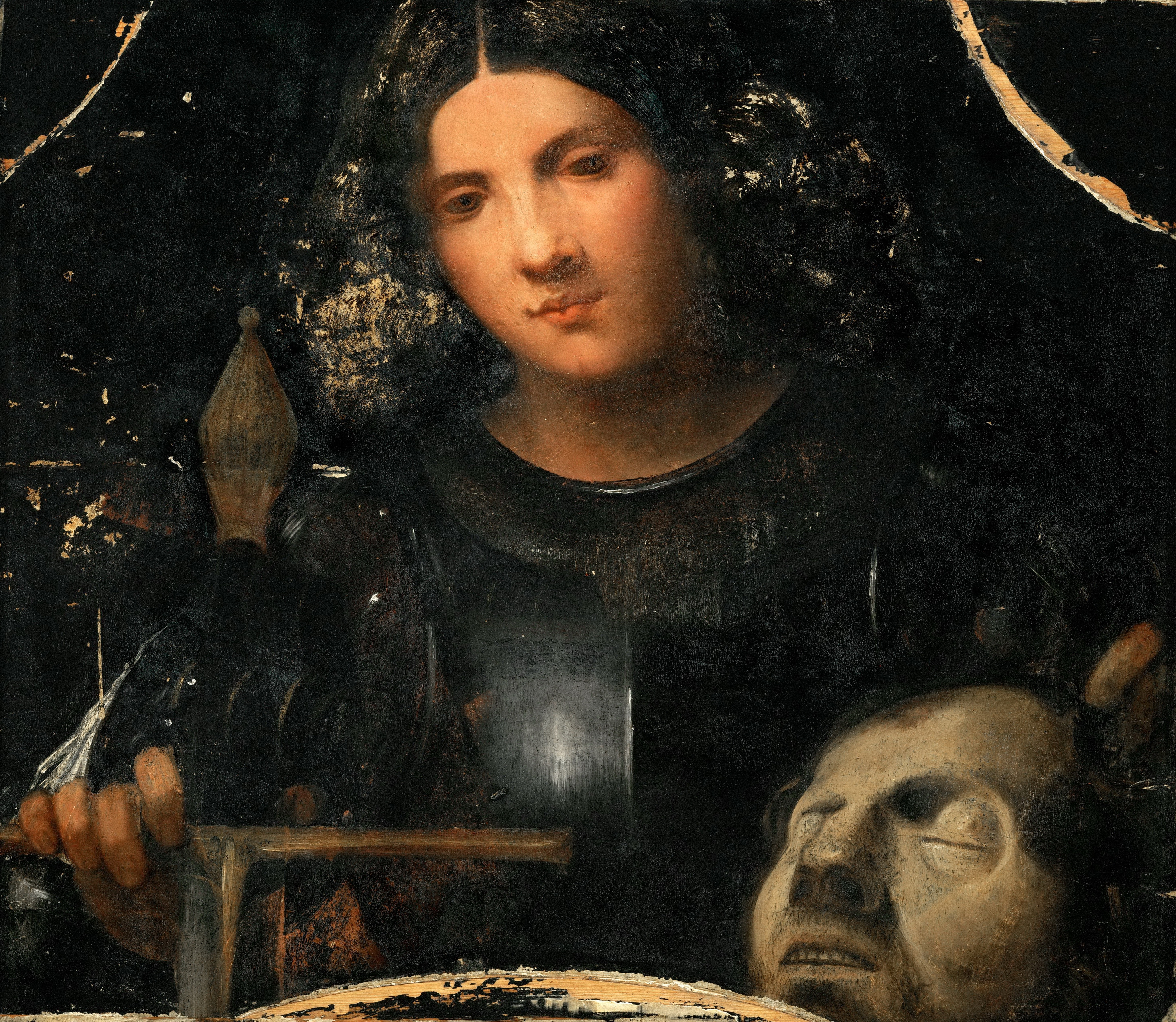
ジョルジョーネの絵画『ゴリアテの頭を持つダヴィデ』。1510年頃。美術史美術館所蔵。

絵画はゆったりとした白いシャツを着た少年または若い男性を描いている。少年は先刻まで続けていた演奏を止めたところであるかのように、右手に笛を持ち、鑑賞者から目をそらして、画面右下を見つめながら物思いにふけっている。主題と構図のアイデアは明らかにジョルジョーネの様式を示しているが、現在はジョルジョーネによって描かれたとは考えられていない。このタイプの絵画はレオナルド・ダ・ヴィンチまでさかのぼることができ、ジョルジョーネはおそらく巨匠の作品に触発され、同様の詩的な人物像を創作し、パトロンだけでなく16世紀初頭のティツィアーノ、セバスティアーノ・デル・ピオンボ、ジョヴァンニ・カリアーニといったヴェネツィアの画家たちの間で人気を博した。そこで本作品はジョルジョーネの追随者が彼の失われたオリジナルに基づいて制作した可能性が考えられる。事実、少年のポーズや髪型はウィーンの美術史美術館に所蔵されているジョルジョーネの『ゴリアテの頭を持つダヴィデ』（David with the Head of Goliath）と近い関係にある。制作者の最も有力な候補はティツィアーノであり、ジョルジョーネが考案したオリジナルに基づいて本作品を制作した可能性が高い。
ティツィアーノの初期作品はジョルジョーネに非常に接近しているため、両者の作品を区別することは困難である場合が多い。しかし本作品においてはジョルジョーネ作品との区別は比較的容易である。本作品とジョルジョーネの様式を比較するうえで重要な作品は、美術史美術館に所蔵されている『矢を持った少年』（Ragazzo con la freccia）である。この作品は本作と同じタイプの絵画で、ルネサンス期の歴史家マルカントニオ・ミキエルが1531年にヴェネツィアの貴族ジョヴァンニ・ラム（Giovanni Ram）が所有する2点の絵画作品の1つとして言及し、現在もジョルジョーネの作品と見なされている稀有な絵画である。絵画に描かれた少年は巻き毛を持ち、本作品とは逆の方向に首を傾けつつ、同じ方向に内省的な眼差しを向けており、本作品はこれらの要素を備えている。マルカントニオ・ミキエルが言及したもう1つの作品は『果物を手に持つ羊飼い』（Shepherd who holds fruit in his hand）で、記述から本作品と密接に関連していると考えられるが、現在は失われている。アトリビュートとしての笛は矢と比べて謎めいてはおらず、笛を持った羊飼いの少年という主題は牧歌的な詩の流行の一部であり、ジョルジョーネ、ティツィアーノともに愛と音楽をテーマとする同様の牧歌的絵画を描いている。
しかし『矢を持った少年』と比較すると、本作品は根本的にアプローチの異なる作品であることが明らかである。ウィーンの少年は静寂に包まれた熟考の中で、鑑賞者から孤立しているように見える。一方でロイヤル・コレクションの少年は、鑑賞者の側に再び顔を向ける前に、物思いに捕らわれているように見える。絵画技術の比較はさらに明白で、暗い背景から浮かび上がるウィーンの少年の造形および明暗の移行は、絵画的な筆遣いの形跡がなく、非常に微細で精巧である。これに対して本作品の図像は、細かい巻き毛や、肌の色彩（特に手）の滑らかな造形、リネンのシャツの襞、青いローブの上に落ちた結び目を伝えるためのいくつかの筆遣いに見られるように、絵具の扱いに長けた華麗な表現で即座に描かれたことを示しており、ティツィアーノの立体感と筆致の質の高さを見ることができる。

## 帰属
美術史家バーナード・ベレンソンは本作品を非常に賞賛し、1894年の著書『ルネサンスのヴェネツィアの画家たち』（Venetian Painters of the Renaissance）の中でジョルジョーネの作品の1つとして選んだ。同年、ロンドンのニュー・ギャラリーで開催されたヴェネツィア展の批評で、ベレンソンは本作品がジョルジョーネによる作品として彼が受け入れることができた展覧会の唯一の作品だったと主張した。近年、一部の研究者はこの帰属を受け入れており、1510年のジョルジョーネの早すぎる死の数年前を制作年とした。
しかしイタリアの美術評論家ジョヴァンニ・バティスタ・カヴァルカゼルとイギリスの美術史家ジョゼフ・アーチャー・クロウは、19世紀後半すでにその帰属を疑っていた。ティツィアーノの帰属は同時期のジョン・シェアマンのロイヤル・コレクションのカタログで最も完全に述べられており、シドニー・ジョセフ・フリードバーグを含む多くの研究者が同意している。主題の類似性にもかかわらず、絵画技法はジョルジョーネとは非常に異なっており、疑問の余地なく初期のティツィアーノに近いと見なされている。その他の可能性としてはフランチェスコ・トルビドとモルト・ダ・フェルトレが挙げられている。

## 来歴
イングランド国王チャールズ1世のコレクションであったことが知られている。おそらく清教徒革命後の1651年11月18日に、セント・ジェームズ宮殿からエマニュエル・デ・クリッツらに30ポンドで売却された。その後、イングランド王政復古で回収され、1688年にホワイトホール宮殿で展示された。

## ギャラリー
愛と音楽をテーマとする牧歌的絵画
以下の作品はいずれも笛を演奏する人物像を描いている。

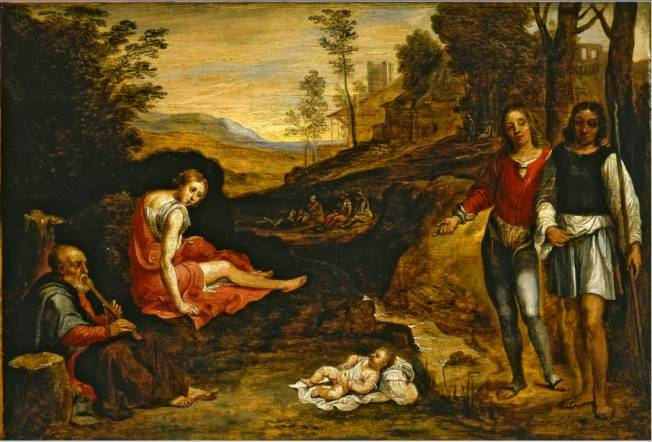
ダフィット・テニールスによるジョルジョーネの失われた作品『パリスの誕生』の複製 個人蔵
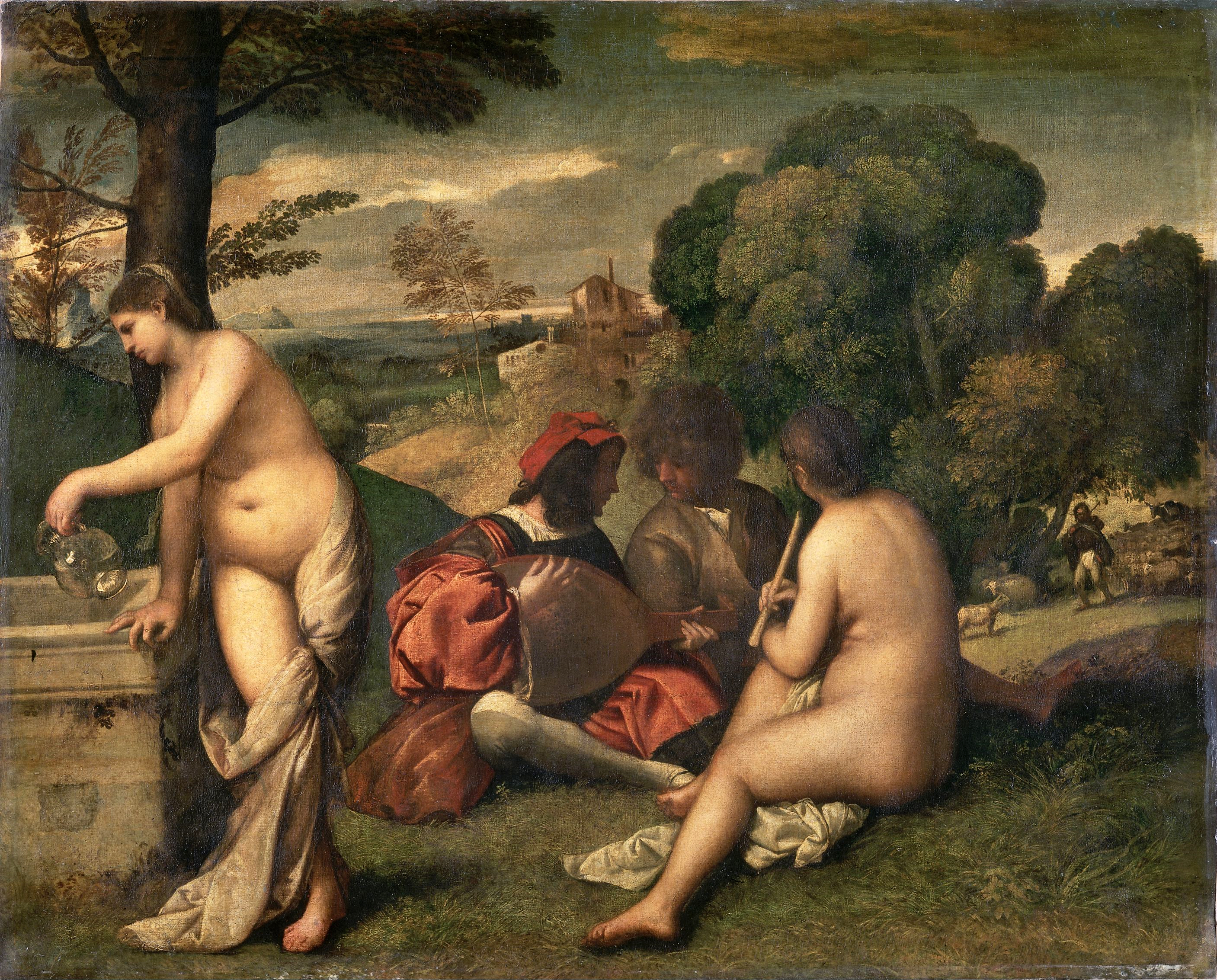
ティツィアーノ・ヴェチェッリオ『田園の奏楽』1510年頃 ルーヴル美術館所蔵
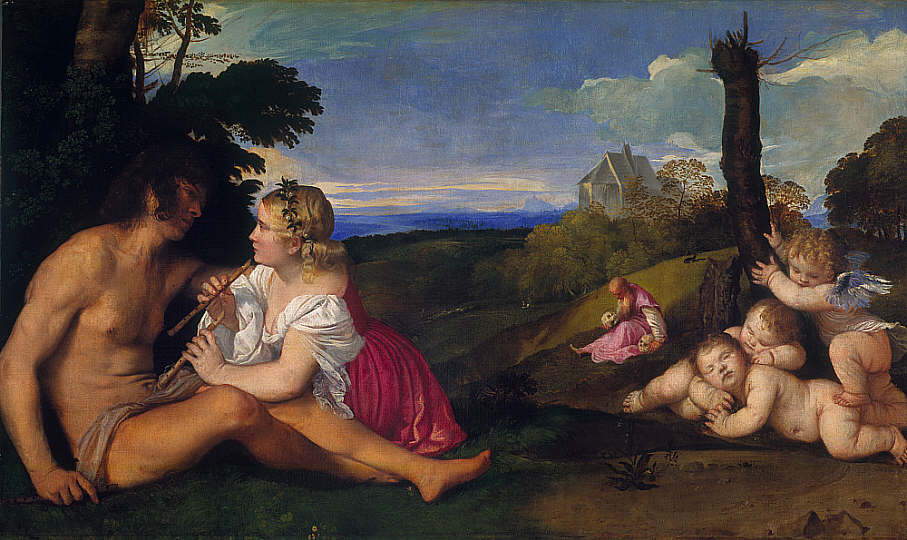
ティツィアーノ・ヴェチェッリオ『人生の三つの時代』1512年頃 スコットランド国立美術館所蔵